# Подбреге
Подбреге или Побреге (срещат се и вариантите Подорече/Подрече, на македонска литературна норма: Подбреге; на албански: Podbregi) е село в Северна Македония, в община Йегуновце.

## География
Селото е разположено в областта Долни Полог на левия бряг на Вардар.

## История
В края на XIX век Подбреге е българско село в Тетовска каза на Османската империя. Според статистиката на Васил Кънчов („Македония. Етнография и статистика“) в 1900 година Подорѣче има 140 жители българи християни.
По данни на секретаря на Българската екзархия Димитър Мишев („La Macédoine et sa Population Chrétienne“) в 1905 година всичките 64 християнски жители на Побреге са българи екзархисти.
Според Афанасий Селишчев в 1929 година Побрег е село в Шемшевска община и има 13 български къщи със 139 жители.
Според преброяването от 2002 година Подбреге има 179 жители.
| Националност | Всичко |
| македонци    | 161    |
| албанци      | 0      |
| турци        | 0      |
| роми         | 16     |
| власи        | 0      |
| сърби        | 1      |
| бошняци      | 0      |
| други        | 1      |